# Seleção Equatoriana de Futebol
A Seleção Equatoriana de Futebol representa o Equador nas competições da FIFA.

## História
É controlada pela Federación Ecuatoriana de Fútbol. É atualmente uma grande equipe que vem evoluindo sistematicamente ao longo dos últimos anos, tendo disputado os Mundiais de 2002 e  2006 neste período. A melhor colocação em uma Copa América foi um quarto lugar, em 1993, além do quarto lugar no Sul-Americano extra de 1959.
Na Copa da Alemanha, o Equador chegou às oitavas de final, sendo eliminado pela Inglaterra, com gol de David Beckham.
Apesar de ter se classificado para a Copa do Mundo FIFA no Catar em 2022, a seleção equatoriana corria o risco de perder a vaga no mundial por conta de uma denúncia de falsidade ideológica envolvendo um de seus jogadores. Porém, no fim, a seleção do Equador pôde manter sua vaga no mundial 2022.

### O primeiro grande título:Pan 2007
Nos Jogos Pan-americanos de 2007, o Equador chegou pela primeira vez à final desse campeonato oficial com uma grande e surpreendente campanha: na primeira fase, um empate e duas vitórias, sendo que uma destas contra o favorito Brasil, a quem eliminou da competição. Na semifinal, venceu o "Clássico Andino" contra a Bolívia. Na grande final, disputou a medalha de ouro contra a igualmente surpreendente Jamaica e venceu, em uma virada emocionante, por 2x1 - gols de Jefferson Montero e Edmundo Zura - e, de maneira invicta, conseguiu o tão sonhado título. O técnico campeão é Sixto Vizuete.

### Jogos Bolivarianos
Nos Jogos Bolivarianos, obteve duas medalhas de ouro, uma de prata e duas de bronze.

## Estádio

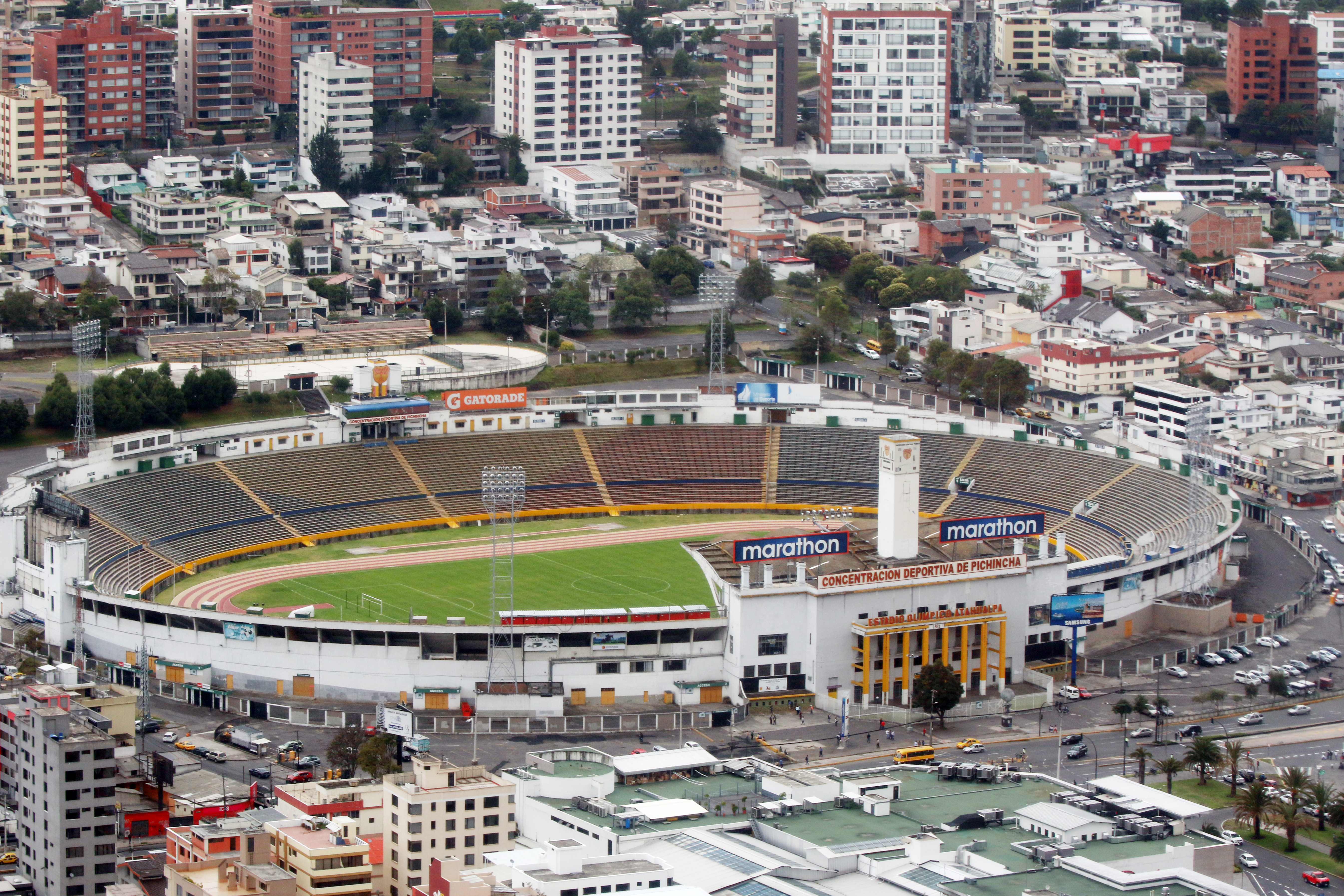
Visão aérea do estádio em 2017

A seleção equatoriana joga seus jogos em casa no Estádio Olímpico Atahualpa, em Quito. Tendo sido inaugurado em 1951, inicialmente tinha uma capacidade de 45 000, mas foi posteriormente reduzido para 35 724.
O estádio conta com uma pista de atletismo, sendo utilizado pela World Athletics, entidade que rege o esporte no mundo.
Está para ser demolido a fim de que seja construído um novo estádio no local, como preparações para a Copa América de 2024. Nas Eliminatórias da Copa do Mundo FIFA de 2022, o Equador está jogando no Estádio Rodrigo Paz Delgado (La Casa Branca).

## Títulos
- Medalha de Ouro nos Jogos Pan-americanos:  2007
- Medalha de Ouro nos Jogos Bolivarianos:  1965 e 1985

## Outros títulos
- Copa Coréia: 1 (1995)
- Copa Canadá: 1 (1999)
- Copa Desafio Latino: 1 (2007)
- Torneio da Amizade: 1 (2003)
- Copa Municipal de Honduras: 1 (2011)
- Copa Claro: 1 (2012)

## Títulos de base

### Seleção Sub-19
- Campeonato Extraordinário Juvenil: 1 (1966)

### Seleção Sub-17
- Copa Costa Azul: 2 (2009 e 2010)
- Quadrangular em Lima: 1 (2010)

### Seleção Sub-16
- Copa México de Nações: 1 (2014)

TOTAL: 14 títulos

## Campanhas de destaque
- Copa do Mundo: 12º lugar: 2006;
- Copa América: 4º lugar: 1959, 1993;
- Jogos Bolivarianos
  - medalha de prata: 2009
  - medalha de bronze: 1938, 2005
- Jogos Sul-Americanos
  - medalha de prata: 1978, 1982, 1990, 2010

## Uniformes

### Uniformes dos jogadores
- Uniforme principal: Camisa amarela, calção e meias azuis;
- Uniforme reserva: Camisa azul, calção e meia brancas.

| Titular | Reserva |

### Uniformes anteriores

Escudo utilizado até 2020.

- 2020

| Titular | Reserva |

- 2019

| Titular | Reserva |

- 2016-17

| Titular | Reserva |

- 2015

| Primeiro | Segundo |

- 2014

| Primeiro | Segundo |

- 2011

| Primeiro | Segundo |

- 2008

| Primeiro | Segundo |

- 2006

| Primeiro | Segundo |

- 2003

| Primeiro | Segundo |

- 2002

| Primeiro | Segundo |

- 1998

| Primeiro | Segundo |

### Fornecedor esportivo
| Marca     | Período       |
| --------- | ------------- |
| Nenhum    | 1939–1984     |
| Adidas    | 1985          |
| Credeport | 1986–1990     |
| Puma      | 1991–1992     |
| Reebok    | 1993–1994     |
| Marathon  | 1994–presente |

## Desempenho nas Copas do Mundo
- 1930 - Não participou
- 1934 - Não participou
- 1938 - Não participou
- 1950 - Não participou
- 1954 - Não participou
- 1958 - Não participou
- 1962 - Não se classificou
- 1966 - Não se classificou
- 1970 - Não se classificou
- 1974 - Não se classificou
- 1978 - Não se classificou
- 1982 - Não se classificou
- 1986 - Não se classificou
- 1990 - Não se classificou
- 1994 - Não se classificou
- 1998 - Não se classificou
- 2002 - 24º Lugar (Primeira Fase). Campanha: 0x2 Itália, 1x2 México, 1x0 Croácia.
- 2006 - 12º Lugar (Oitavas de final). Campanha: 2x0 Polônia, 3x0 Costa Rica, 0x3 Alemanha, 0x1 Inglaterra.
- 2010 - Não se classificou
- 2014 - 17º Lugar (Primeira Fase). Campanha: 1x2 Suiça, 2x1 Honduras, 0x0 França.
- 2018 - Não se classificou
- 2022 - 18º Lugar (Primeira Fase). Campanha: 2x0 Catar, 1x1 Holanda, 1x2 Senegal.
- 2026 - A disputar

Na história das Copas: 3 Participações, 9 Jogos, 4 Vitórias, 5 Derrotas, 9 Gols Pró, 11 Gols Contra, -2 Gol de Saldo, 43% de Aproveitamento de Pontos.

### Jogos da seleção equatoriana em Copas do Mundo
|     | Data                | Local                   | Resultado | Adversário |
| --- | ------------------- | ----------------------- | --------- | ---------- |
| 1.  | 03 de junho de 2002 | Sapporo, Japão          | 0-2       | Itália     |
| 2.  | 09 de junho de 2002 | Miyagi, Japão           | 1-2       | México     |
| 3.  | 13 de junho de 2002 | Yokohama, Japão         | 1-0       | Croácia    |
| 4.  | 09 de junho de 2006 | Gelsenkirchen, Alemanha | 2-0       | Polónia    |
| 5.  | 15 de junho de 2006 | Hamburgo, Alemanha      | 3-0       | Costa Rica |
| 6.  | 20 de junho de 2006 | Berlim, Alemanha        | 0-3       | Alemanha   |
| 7.  | 25 de junho de 2006 | Stuttgart, Alemanha     | 0-1       | Inglaterra |
| 8.  | 15 de junho de 2014 | Brasília, Brasil        | 1-2       | Suíça      |
| 9.  | 20 de junho de 2014 | Curitiba, Brasil        | 2-1       | Honduras   |
| 10. | 25 de junho de 2014 | Rio de Janeiro, Brasil  | 0-0       | França     |

## Desempenho na Copa América
- 1916 - 1937 - Não participou
- 1939 - 5º colocado
- 1941 - 5º colocado'
- 1942 - 7º colocado
- 1945 - 7º colocado
- 1946 - Não participou
- 1947 - 6º colocado  (sede)
- 1949 - 7º colocado
- 1953 - 7º colocado
- 1955 - 6º colocado
- 1956 - Não participou
- 1957 - 7º colocado
- 1959 - Não participou
- 1959 - 4º colocado  (sede)
- 1963 - 6º colocado
- 1967 - 7º colocado
- 1975 - Primeira-Fase
- 1979 - Primeira-Fase
- 1983 - Primeira-Fase
- 1987 - Primeira-Fase
- 1989 - Primeira-Fase
- 1991 - Primeira-Fase
- 1993 - 4º colocado  (sede)
- 1995 - Primeira-Fase
- 1997 - Quartas de final
- 1999 - Primeira-Fase
- 2001 - Primeira-Fase
- 2004 - Primeira-Fase
- 2007 - Primeira-Fase
- 2011 - Primeira-Fase
- 2015 - Primeira-Fase
- 2016 - Quartas de final
- 2019 - Primeira-Fase
- 2021 - Quartas de final
- 2024- Quartas de final

## Principais jogadores
- Álex Aguinaga
- Agustín Delgado
- Iván Hurtado
- Jefferson Montero
- Édison Méndez
- Edmundo Zura
- Carlos Tenorio
- Antonio Valencia
- Robert Arboleda
- Ulisses de La Cruz
- Enner Valencia